# Rio Crixás-Mirim
Der Rio Crixas-Mirim, auch Crixás pequenha (kleine Crixás) genannt, ist ein linker Zufluss des Rio Crixás-Açu im Nordwesten des brasilianischen Bundesstaates Goiás. Seine Quelle befindet sich westlich der Serra do Acampamento und westnordwestlich von Nova América auf dem Gemeindegebiet von Crixá.
Östlich der Serro do Acampamento entspringt ebenfalls sein „Schwesterfluss“ Rio Crixás-Açu, auch Crixás grande (große Crixás) genannt. Sie mündet als linker Zufluss in den Rio Crixas-Açu, kurz vor dem Naturschutzgebiet Meandros do Rio Araguaia und nahe der Mündung des Rio Crixás-Açu in den Rio Araguaia.